# Victor Forssell (kunstner)
 Der er flere personer med dette navn, se Victor Forssell.
Victor Reinhold Forssell (født 19. juni 1846 i Sala, død 16. august 1931) var en svensk kunstmaler.
Forssell gik fra 1866 til 1876 på kunstakademiet i Stockholm og var dér elev af Johan Edvard Bergh og Per Daniel Holm.
Han udstillede i 1876 samme sted vinterbilledet Allé fra Bogesund.
Efter en udlandsrejse i 1877 påbegyndte han udførelse af tegninger af gamle herregårde i Syd- og Mellemsverige for et tidsskrift.
I studietiden opholdt han sig nogle somre hos malerkolonien ved Sickla.
I 1880'erne blev især Gotland målet for sommerens studierejser. I samme årti blev grunden lagt til hans skildringer fra egnen omkring Stockholm med motiver fra kajerne og 'Strömmen', fra gyderne, slumkvartererne og udkantsområderne, fra Djurgården og Hammarbysjön.
1887 blev Forssell medlem ('ledamot') af det svenske kunstakademi.
Han er begravet på 'Norra begravningsplatsen' i Solna kommun ved Stockholm.

## Galleri
| - Motiver fra egnen omkring Stockholm - Fra Gumshornsgränd, Stockholm - Stigbergsgatan, Södermalm i Stockholm - Kvastmakarbacken. Vej på Södermalm i Stockholm. (sv) - Landskabsmotiv fra Stockholms omegn - Motiv fra Stadsgården. (sv) Et kajanlæg i Stockholm 1880'erne (med "gård" menes her "skeppsgård", skibsgård) - Flanører på Djurgården |

| - Andre værker af Victor Forssell - Vintervej, 1889 - "Vårvinter Ladugårdsgärde" - Dreng med en flok geder, 1917 |

| - Xylografier efter arbejder af Victor Forssell - Vallens slott. Xylografi Af Carl Leonard Sandberg Efter værk af Forssell Publiceret 1877 - Viks slott i Uppsala kommun, 1877 - Bergkvara gods i Småland, 1877/78 |